# Hendrik Cornelis Siebers
Hendrik Cornelis Siebers (* 6. Januar 1890 in Surabaya; † 8. Oktober 1949 in Bussum) war ein niederländischer Ornithologe.

## Leben und Wirken
Siebers interessierte sich seit Studienzeiten für Vögel, insbesondere für deren Systematik, wobei er besonders den Ornithologen Otto Kleinschmidt bewunderte. Er lernte das Präparieren von Vögeln von Paul Louis Steenhuizen (1891–1937) in Amsterdam (einem bekannten Präparator und Vogelfotografen, der unter anderem für den Amsterdamer Zoo arbeitete) und machte 1920 sein Doctoraal-Examen (entsprechend dem Diplom-Abschluss) mit einer Arbeit in Ornithologie. 
Er veröffentlichte als Feldornithologe zum Beispiel über die Vogelwelt von Anholt und die Sumpfmeisen und Weidenmeisen.
1920 wurde er Ornithologe am Zoologischen Museum von Bogor auf Java und spezialisierte sich auf die dortige Vogelwelt, sammelte und beobachtete aber auch auf Sumatra, Borneo (Mitte, Osten), auf der Insel Buru und den Kei-Inseln. Er beobachtete gerne auf den Inseln Edam und Hoorn in der Bucht von Batavia. Insbesondere auf Buru erstbeschrieb er zwei neue Vogelarten aus der Familie der Fliegenschnäpper (Muscicapidae), den  Sumbaschnäpper (Muscicapa segregata) und den Hartertgrundschnäpper (Ficedula harterti). 1930 beschrieb er den Buru-Lori (Charmosyna toxopei) auf der Basis von sieben von Lambertus Johannes Toxopeus in den Jahren 1921 und 1922 gefangenen Exemplaren.
1927 verließ er das Museum und wurde Mittelschul-Lehrer auf Java. Die japanische Besetzung überstand er relativ gut, verlor aber seine Bibliothek. Im Oktober 1947 ging er wieder in die Niederlande und in Pension und starb zwei Jahre später.

## Dedikationsnamen
Eine auf Kai Besar (Kai-Inseln) entdeckte Ratte ist nach ihm benannt (Uromys siebersi Thomas 1923).

## Publikationen (Auswahl)
- Fauna buruana, aves,  Treubia 7, Supplement 5, 1930, S. 165–303 (Teil des Berichts der Buru-Expedition)
- Neve Vogel von Sumba. In: Treubia. Band 10, Nr. 2-3, 1928, S. 399–404 (e-journal.biologi.lipi.go.id).